# Dermatobranchus ornatus
Dermatobranchus ornatus is een slakkensoort uit de familie van de Arminidae. De wetenschappelijke naam van de soort is voor het eerst geldig gepubliceerd in 1874 door Bergh.